# (2068) Dangreen
(2068) Dangreen es un asteroide perteneciente al cinturón de asteroides descubierto el 8 de enero de 1948 por Margueritte Laugier desde el Observatorio de Niza, Francia.

## Designación y nombre
Dangreen se designó inicialmente como 1948 AD.
Más adelante fue nombrado en honor del astrónomo estadounidense Daniel W. E. Green.

## Características orbitales
Dangreen orbita a una distancia media del Sol de 2,772 ua, pudiendo acercarse hasta 2,499 ua y alejarse hasta 3,046 ua. Su excentricidad es 0,09865 y la inclinación orbital 12,89°. Emplea 1686 días en completar una órbita alrededor del Sol.